# ياك سالوميتس
ياك سالوميتس (بالإستونية: Jaak Salumets)‏ مواليد 30 يناير 1949، هو مدرب كرة سلة إستوني ولاعب سابق. يبلغ طوله 6 قدم 4 بوصة (1.9 م). حقق المركز الثالث في بطولة أمم أوروبا لكرة السلة 1973.

## الميداليات
| الميدالية | المسابقة                         |
| --------- | -------------------------------- |
| برونزية   | بطولة أمم أوروبا لكرة السلة 1973 |

## روابط خارجية
- ياك سالوميتس على موقع الاتحاد الدولي لكرة السلة (الإنجليزية)